# Babu Frik
Babu Frik is een karakter uit de Star Wars-sage en duikt voor het eerst op in de film Star Wars: Episode IX: The Rise of Skywalker (2019). Babu Frik is een zogenaamde 'droidsmith', een technicus die gespecialiseerd is in droids. De stem van Babu Frik is ingesproken door Shirley Henderson.
In de film zorgt Babu Frik voor het herprogrammeren van C-3PO. Ondanks deze vrij kleine rol, veroorzaakte zijn verschijning veel commentaar in de media en bij fans.